# Nicolas Jean-de-Dieu Soult, duc de Dalmatie

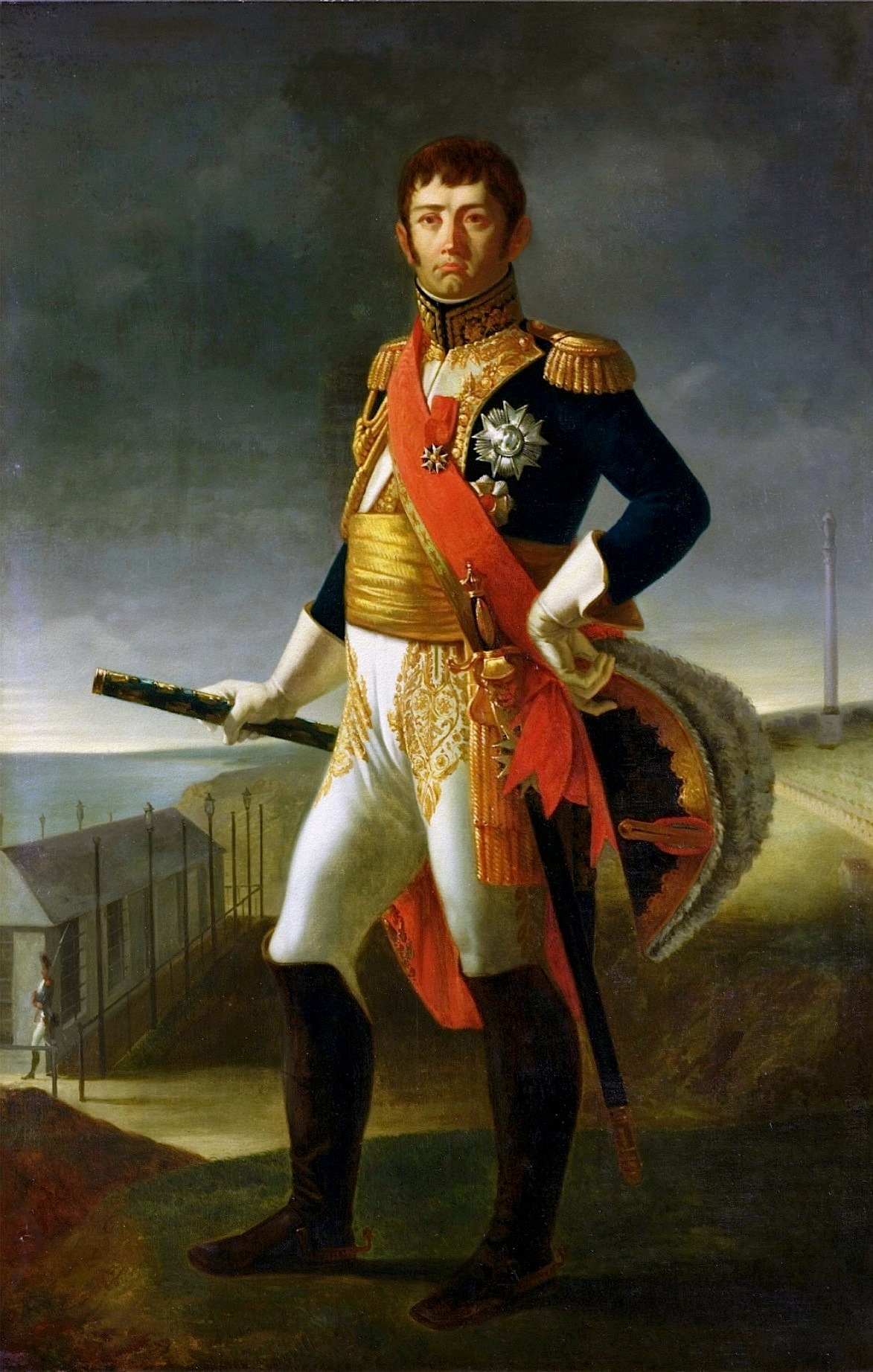
Nicolas Jean-de-Dieu Soult

Jean-de-Dieu Soult (* 29. März 1769 in Saint-Amans-La-Bastide, heute Saint-Amans-Soult, Département Tarn; † 26. November 1851 ebenda) war ein französischer Offizier in der Zeit der Revolutionskriege, der durch Napoleon zum Duc de Dalmatie (Herzog von Dalmatien) erhoben und zum Maréchal d’Empire ernannt wurde. Er war zweimal französischer Kriegsminister sowie siebter und damit letzter Maréchal général des camps et armées du roi (deutsch etwa: Generalmarschall) in der Geschichte Frankreichs. Auf seine Initiative geht die Gründung der Fremdenlegion im Jahr 1831 zurück.

## Biografie

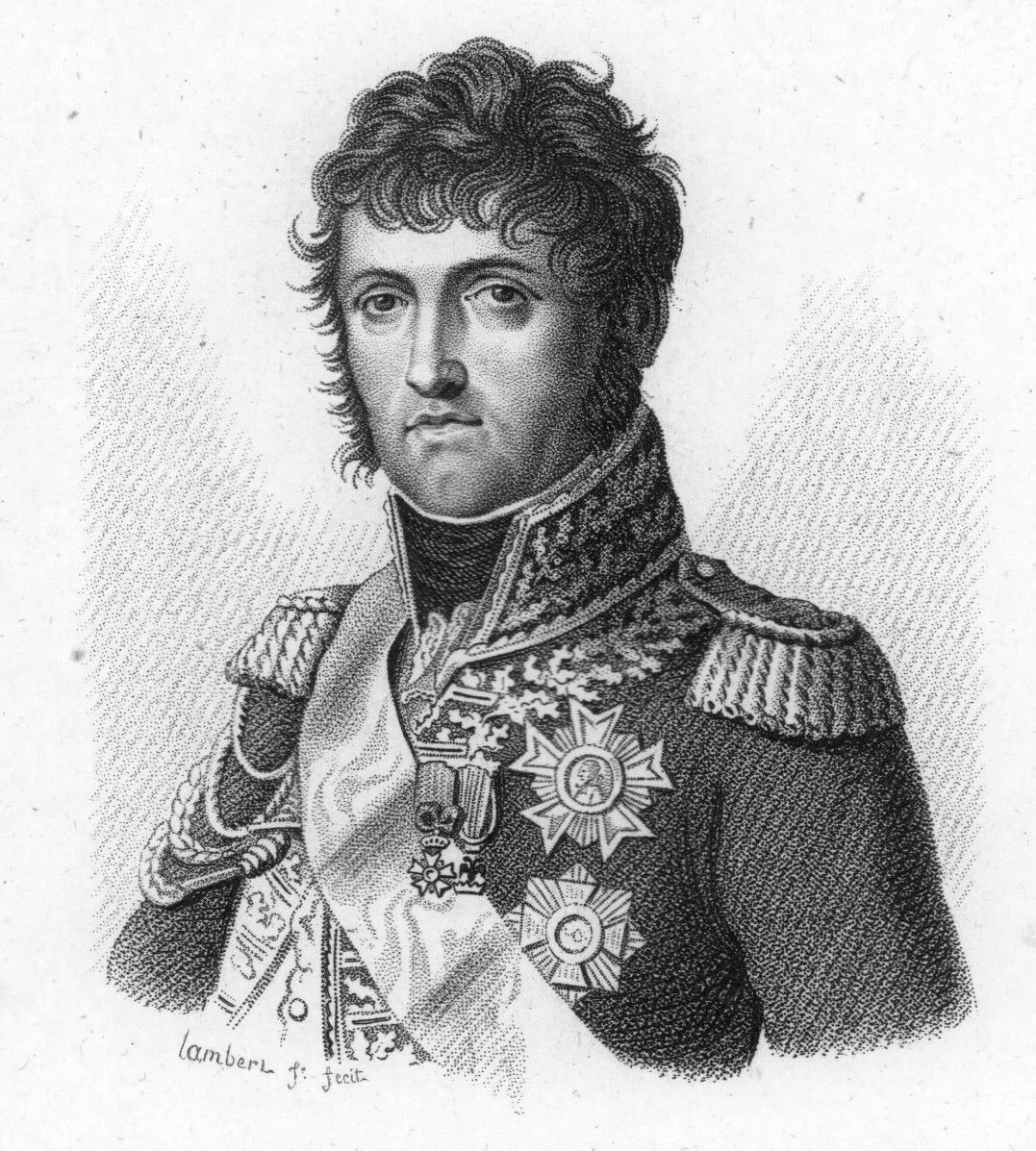
Soult

Jean-de-Dieu Soult war der Sohn von Jean Soult (1726–1779) und stammte aus einer alteingesessenen Glasmacherfamilie. Er hatte noch sechs Geschwister. 1785 trat er als Infanterist in das Régiment Royal ein. 1787 verließ er kurzzeitig die Armee.
Nach der Französischen Revolution von 1789 machte er bald Karriere, da er sich unter General Custine und General Hoche auszeichnete. Ende Januar 1792 wurde Brigadier Soult als officier instructeur (Ausbilder-Offizier) an das 1. Bataillon der Freiwilligen von Haut-Rhin gesandt; diese wurden dem Korps des Generals Kellermann zugeordnet. Im Juli 1792 wurde Soult zum stellvertretenden Bataillonskommandanten ernannt und im November 1793 wurde sein Bataillon der Rheinarmee unter General Jourdan zugeteilt.
Im Jahre 1794 wurde er zum Général de brigade befördert und kämpfte am Rhein und am Main. Am 4. Juni 1796 war er der Sieger in der Schlacht bei Altenkirchen. 1799 befehligte er eine Brigade in der Avantgarde unter Lefebvre in der Donau-Armee und verdiente sich die Beförderung zum Général de division in der Schlacht von Stockach am 25. März. Anschließend wurde er in die Schweiz unter General Masséna versetzt, wo er erfolgreich die widerspenstigen Kantone unterwarf, die Österreicher überfiel und die Reste des russischen Heeres verfolgte.
1800 übernahm er unter Massénas Oberkommando den Befehl über den rechten Flügel der italienischen Armee, wurde aber am 13. Mai 1800 bei einem Ausfall aus Genua am Monte Creto schwer verwundet und gefangen genommen. Nach der Schlacht bei Marengo am 14. Juni wieder in Freiheit gesetzt, erhielt er von Napoléon den Auftrag, das Piemont zu beruhigen. 1802 wurde er zum Colonel général der Konsulargarde ernannt und befehligte von 1803 bis 1805 die Truppen im Lager von Boulogne, die für die Invasion Englands bestimmt waren. Bei der Thronbesteigung Napoléons wurde er am 19. Mai 1804 zum Maréchal d’Empire ernannt.

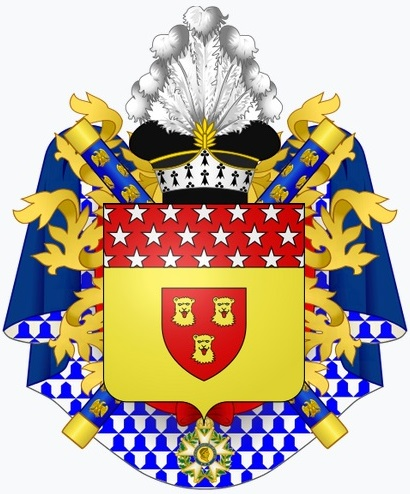
Wappen Soults als Herzog von Dalmatien

In den folgenden Feldzügen führte er das 4. Armeekorps, nahm an der Schlacht bei Austerlitz am 2. Dezember 1805 teil, ebenso an der Schlacht bei Jena und Auerstedt am 14. Oktober 1806 und bei Preußisch Eylau am 8. Februar 1807. Am 16. Juni 1807 eroberte er Königsberg. Nach dem Tilsiter Frieden wurde er 1808 im napoleonischen Adel (noblesse impériale) zum „Herzog von Dalmatien“ ernannt.
1808 begleitete er Napoléon in den Spanienfeldzug und erhielt dort das Kommando der Zentralarmee. Er siegte in der Schlacht bei La Coruña am 16. Januar 1809 gegen die britischen Truppen unter General John Moore sowie in der Schlacht bei Braga am 20. März 1809 gegen die Portugiesen und trieb das englisch-portugiesische Heer bis nach Porto zurück. Nach der für ihn ebenfalls siegreichen Ersten Schlacht bei Oporto am 28. März 1809 konnte er am folgenden Tag die Stadt Porto besetzen. Am 12. Mai 1809 erlitt er in der Zweiten Schlacht bei Oporto eine Niederlage gegen Wellington. An Jourdans Stelle zum Generalstabschef der Armee in Spanien ernannt, schlug er am 19. November 1809 die spanische Armee in der Schlacht bei Ocaña, nahm dann 1810 Sevilla und trieb die Spanier nach Cádiz zurück. 1810 wurde er auch Gouverneur von Andalusien. Am 11. März 1811 eroberte er Badajoz und lieferte den Engländern und Portugiesen am 16. Mai die Schlacht bei La Albuera. Seine Unstimmigkeit mit König Joseph Bonaparte veranlassten ihn dazu, 1813 seinen Abschied zu verlangen.
1813 übernahm er in der Schlacht bei Großgörschen an Bessières’ Stelle das Kommando über die Gardeinfanterie und trug sehr zum Sieg in der Schlacht bei Bautzen bei. Er wurde aber wieder nach Bayonne zurückgeschickt, um Wellington am weiteren Vorrücken zu hindern. Er drang Ende Juli von neuem in Spanien ein, wurde aber bei Cubiry am 27. Juli unter großen Verlusten zurückgeschlagen. Ein zweiter Versuch des Vordringens Ende August endete in seiner Niederlage bei Irun und in seinem Rückzug nach Bayonne. Obwohl er am 27. Februar 1814 die Schlacht bei Orthez verlor, lieferte er Wellington noch am 10. April mit kaum 20.000 Mann die Schlacht bei Toulouse. Danach räumte er Toulouse und schloss, indem er sich zugleich dem König von Frankreich unterwarf, einen Waffenstillstand. Er wurde von Ludwig XVIII. zum Gouverneur der 13. Militärdivision, am 3. Dezember 1814 anstelle General Duponts zum Kriegsminister ernannt. Als Napoleon am 1. März bei Fréjus landete, nannte er Napoleon „einen Usurpator“ und „Abenteurer“ und zog sich auf ein Landgut bei Saint-Cloud zurück, erschien erst nach mehrmaliger Aufforderung bei Napoleon und übernahm am 11. Mai die Stelle eines Generalstabschefs. Er befand sich in den Schlachten von Ligny und Waterloo an Napoleons Seite, übernahm, als dieser in Laon die Armee verließ, das Oberkommando derselben und leitete den Rückzug bis Soissons.
Durch königliches Dekret vom 12. Januar 1816 aus Frankreich verbannt, ging er nach Düsseldorf. 1819 erhielt er die Erlaubnis zur Rückkehr und wurde seit 1821 wieder unter den Marschällen aufgeführt und 1827 zum Pair von Frankreich erhoben. Im Dezember 1831 unterdrückte er den Aufstand der Seidenweber in Lyon.

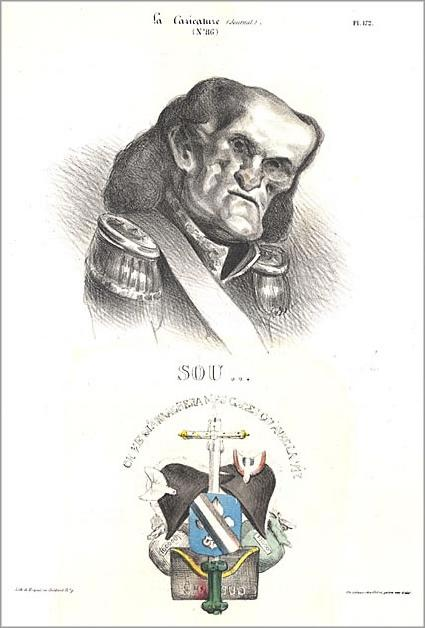
Kriegsminister Soult in einer Karikatur von Honoré Daumier, 1832

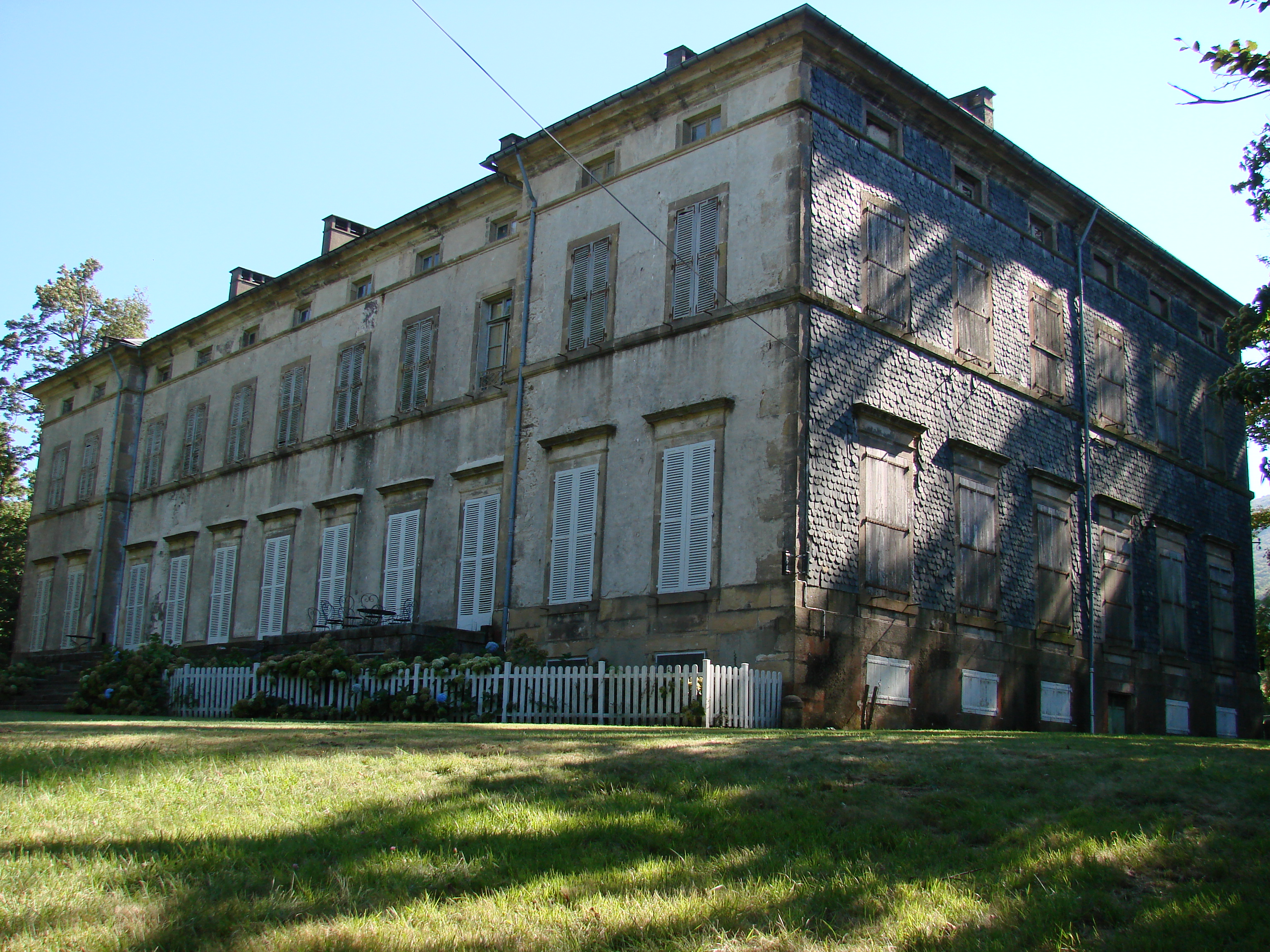
Château de Soult-Berg in St.-Amans

Von König Louis-Philippe I. am 18. November 1830 zum Kriegsminister ernannt, behauptete er sich beinahe vier Jahre (bis 1834) auf seinem Posten, erhielt auch im Mai 1832 die Präsidentschaft im Kabinett und blieb es mit Unterbrechungen bis 1847. Im Mai 1839 übernahm er nach Molés Sturz von neuem das Präsidium im Kabinett zugleich mit dem Portefeuille des Auswärtigen, doch scheiterte dieses liberale Ministerium schon im Januar 1840 an der Dotationsfrage. Nach Thiers’ Rücktritt ließ sich Soult am 29. Oktober 1840 nochmals zur Übernahme des Portefeuilles des Kriegs und der Präsidentschaft bewegen, legte aber 1846 ersteres und 1847 letztere nieder und wurde zum Maréchal général des camps et armées du roi ernannt.
Nicolas Jean-de-Dieu Soult starb am 26. November 1851 auf seinem Schloss in St.-Amans und ruht dort in einer an die Kirche von Saint-Amans-Soult angebauten Kapelle.
Seine wertvolle Gemäldesammlung, die er in den spanischen Feldzügen zusammengeraubt hatte, brachte bei der Versteigerung fast 1,5 Millionen Franc ein. Er galt als einer der besten Taktiker unter Napoleons Generalen. Die 1816 geschriebenen Memoiren des Marschalls gab sein Sohn heraus.

## Familie

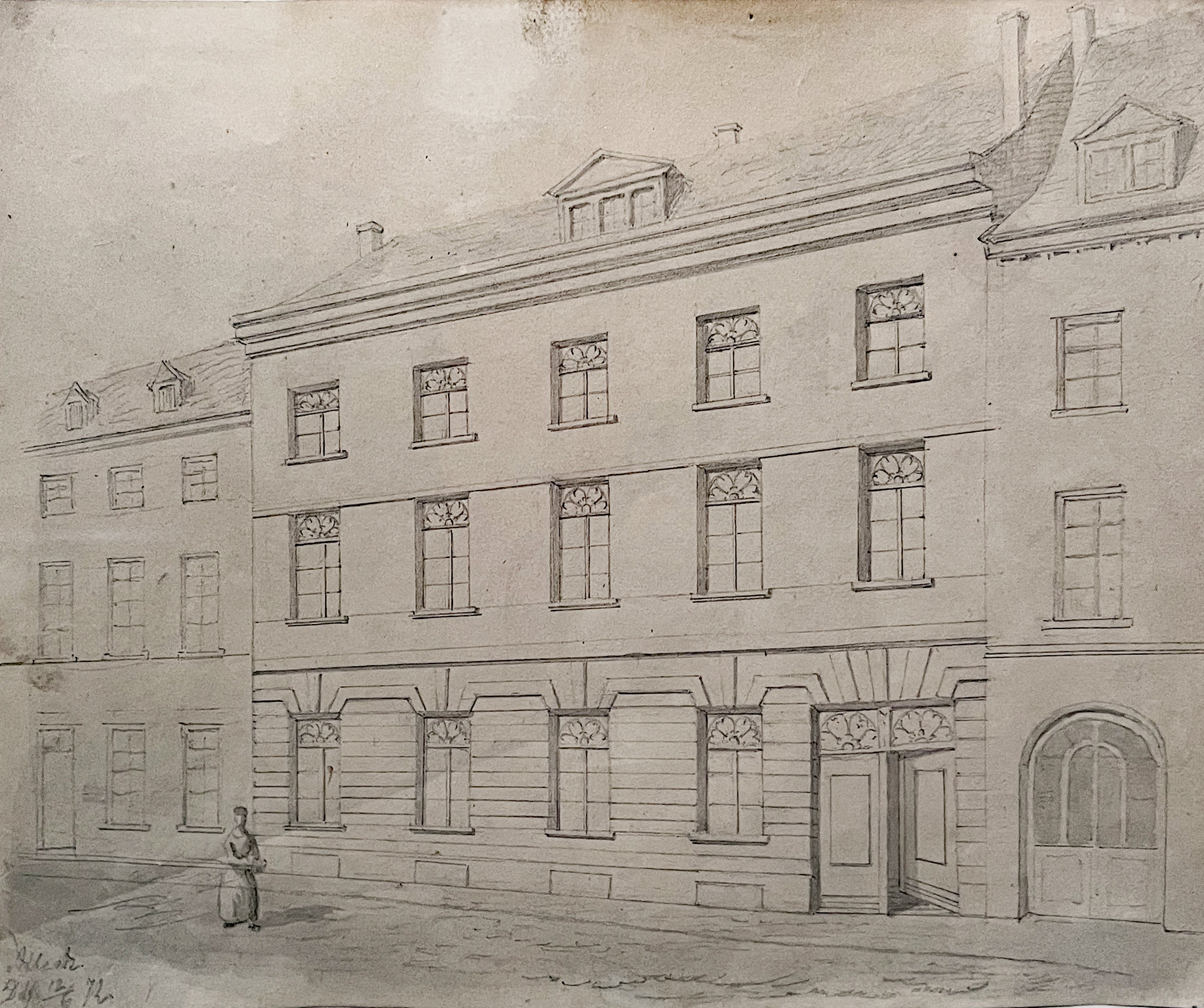
Haus Alleestraße 108 in Düsseldorf, Zeichnung Julius Kost (1872). Hier lebte Marschall Jean-de-Dieu Soult während seines Exils 1816 bis 1818 mit seiner Ehefrau Louise Berg.

Soult war seit 1796 mit Louise Johanna Elisabeth Berg aus Solingen verheiratet, der Tochter eines dortigen Kaufmanns. Zwischen 1815 und Juni 1819 lebten sie in Wuppertal-Barmen bei der Schwiegermutter Wilhelmine Berg und in Düsseldorf, konnten danach aber in ihr Pariser Palais zurückkehren.
Sein Sohn Hector (Napoléon) de Soult, 2. Herzog von Dalmatien (* 18. September 1802; † 31. Dezember 1857), absolvierte die Reifeprüfung auf dem Königlichen Gymnasium in Düsseldorf (heutiges Görres-Gymnasium), wo er die lateinische Abschiedsrede der Abiturienten halten durfte. Er diente während der Restauration im Generalstab und betrat 1830 die diplomatische Laufbahn. Er war erst französischer Gesandter in den Niederlanden, dann in Turin. Ab 1844 bekleidete er dieselbe Stelle in Berlin. Vor der Februarrevolution Mitglied der Zweiten Kammer, trat er 1850 in die Legislative und verfocht hier die Sache der Orléanisten. Nach dem Staatsstreich vom 2. Dezember 1851 zog er sich ins Privatleben zurück und starb am 31. Dezember 1857.
Seine Tochter (Joséphine Louise) Hortense (* 31. August 1804) liebte Musik und Tanz. 1822 heiratete sie den Grafen Jules de Mornay, Offizier der königlichen Kavallerie. Seine zweite Tochter (Maria Louise) Caroline Leonie de Soult (* 27. Januar 1817; † 25. September 1817) ruht auf dem Golzheimer Friedhof in Düsseldorf.
Sein Bruder Pierre Benoît Soult (* 20. Juli 1770 in Saint-Amans-Soult; † 7. Mai 1843 in Tarbes) erreichte in den Kriegen der Republik und des Kaiserreichs ebenfalls höhere Chargen und starb im Rang eines Generalleutnants.

## Ehrungen
- Sein Name findet sich am südlichen Pfeiler (33. Spalte) des Triumphbogens am Place Charles-de-Gaulle (Paris).
- Die Monitor Marshal Soult, ein Kampfschiff der britischen Royal Navy wurde ihm zu Ehren benannt.
- Die Avenue Maréchal Soult in Bayonne (Département Pyrénées-Atlantiques) trägt seinen Namen.
- Die Rue Maréchal Soult in Calais (Département Pas-de-Calais) und in Pontault-Combault (Département Seine-et-Marne) wurden ebenfalls nahm ihm benannt.
- Das Lycée Polyvalent Maréchal Soult in Mazamet (Département Tarn) wurde ihm zu Ehren benannt.
- Die Gemeinde, in der er geboren wurde und auch starb, wurde nach seinem Tod 1851 ihm zu Ehren in Saint-Amans-Soult umbenannt.